# Kottan ermittelt
Kottan ermittelt ist eine von 1976 bis 1984 produzierte satirische Kriminal-Fernsehserie. Idee und alle Drehbücher stammten von Helmut Zenker. Regie führte Peter Patzak.

## Entstehungsgeschichte
1974 schrieb Helmut Zenker die erste Kriminalgeschichte um den Wiener Polizeimajor Adolf Kottan. Als Hörspiel wurde diese Geschichte vom ORF-Landesstudio Niederösterreich und dem SWF gemeinsam produziert und im Frühjahr 1976 gesendet. Im selben Jahr wurde vom ORF auch ein Fernsehspiel produziert (Hartlgasse 16a), das Kontroversen über die Art der Darstellung der Polizeiarbeit hervorrief, vor allem von der Polizeigewerkschaft.
Die Inszenierung und die Darstellerleistungen wurden gelobt, und so wurde schließlich mit der Produktion einer Serie begonnen. Bereits in den ersten Folgen überwog das satirische Element, immer noch im Sinne einer Kritik am Polizeialltag – im Gegensatz zu den späteren Phasen der Serie, die in erster Linie slapstickhafte Elemente betonten. Nach der Ausstrahlung der ersten Folge am 8. August 1976 kam es zu zahlreichen Anrufen empörter Zuseher beim ORF-Kundendienst. Ab 1980 wurde Kottan ermittelt auch im ZDF ausgestrahlt.

## Hauptfiguren
Adolf Kottan, am Anfang (Folgen 1 und 2) von Peter Vogel, später von Franz Buchrieser (Folgen 3 bis 5) und Lukas Resetarits (Folgen 6 bis 19) gespielt, ermittelt für das Wiener Sicherheitsbüro. Gegen Ende der ersten Folge Hartlgasse 16a spricht ein uniformierter Polizist Kottan mit „Herr Bezirksinspektor“ an (Filmminute 76:07) und gibt sich als ehemaliger Untergebener zu erkennen. Ob Kottan aber zu diesem Zeitpunkt tatsächlich noch Bezirksinspektor und demnach ein Dienstführender Beamter ist, bleibt ungewiss. Denn in derselben Folge identifiziert ihn das Türschild seines Büros als Leitenden Kriminalbeamten der Kriminalbeamtengruppe K. Grp. I. (Kottan) (in der Folge Wien Mitte titelt das Schild Kriminalbeamte Gruppe A). Entsprechend rangiert Kottan in späteren Folgen unzweideutig als Major. Er lebt mit seiner Frau Ilse (Bibiana Zeller), einer geduldigen, bisweilen sentimentalen, aber keineswegs unterwürfigen Hausfrau. Zur Familie gehören außerdem die anfangs 22-jährige Tochter Sissi und der 16-jährige Sohn Walter. Sissi bekommt mit dem Heeresflieger Bösmüller ein Kind; die drei tauchen ab Folge 7 nicht mehr persönlich auf, sondern nur noch in gelegentlichen Erzählungen. In Folge 8 stößt Kottans Mutter (Gusti Wolf) hinzu: eine rüstige Dame, die gerne Krimis liest, akribisch Ermittlungsfehler der Polizei sammelt und der Meinung ist, das Buch, das in jeden Haushalt gehöre, sei nicht die Bibel, sondern der Band Die größten Verbrechen der Menschheitsgeschichte.
Mit seinem übereifrigen, doch tollpatschigen Assistenten Schrammel (Curth Anatol Tichy) springt Kottan grob um. Schrammel präsentiert sich gerne als Musterpolizist, versteht aber Kottans Wiener Schmäh nicht. Er meint, sich durch die Lektüre von Krimis weiterbilden zu können, und schätzt besonders die Mike-Hammer-Romane von Mickey Spillane, kann aber intellektuell nicht immer mit seinen Kollegen mithalten.
Kottans Kollege Paul Schremser (Walter Davy), der ein Bein durch Amputation verloren hat, versieht zunächst nur Innendienst. Im Verlauf der Handlung begleitet er Kottan aber immer häufiger auf Außenterminen, wodurch Schrammel etwas in den Hintergrund gedrängt wird. Schremser und Kottan begegnen einander auf Augenhöhe. Später avanciert Schremser allerdings zum neuen Dezernatsleiter. Damit überholt er karrieretechnisch seinen bisherigen Chef Kottan, der selbst auf den Posten spekulierte und ihn zeitweise sogar provisorisch bekleidete. Schremser ist trotz seiner Behinderung sehr geschickt und nutzt seine Krücken mitunter dazu, flüchtende Verdächtige zu Fall zu bringen. Wenn Kottan, Schremser und Schrammel beruflich nicht ausgelastet sind, vertreiben sie sich die Zeit im Büro mit Gesellschaftsspielen; in den Filmen der 1980er Jahre musizieren sie und treten gemeinsam als „Kottans Kapelle“ auf.
Kottans Vorgesetzte, erst der Dezernatsleiter Oberstleutnant Alfred Pilch (Folgen 3–6, gespielt von Harald von Koeppelle), und dann Heribert Pilch (Folgen 7–19, gespielt von Kurt Weinzierl), sorgen sich ständig um das Ansehen der Polizei. Beide stellen geradezu manisch Stubenfliegen nach; auf der Jagd nach ihnen stürzen sie mehrmals aus dem Fenster. Heribert Pilch kämpft oft mit einem Kaffeeautomaten, der von Major Kottan aufgestellt wurde. Pilch nimmt mit der Zeit immer mehr die Züge eines Geisteskranken an.
Die Leichen findet ab der Episode Wien-Mitte häufig der Sandler Erwin Drballa (Carlo Böhm), der auf unterschiedlichste Art und Weise mit Kottan in Kontakt tritt.

## Episoden

### 1: Hartlgasse 16a
Die Rentnerin Gertrude Klenner wird tot in ihrer Wohnung in der Hartlgasse 16A aufgefunden (ein in Filmminute 1:58 eingeblendetes, von der Schreibweise des Folgentitels abweichendes Adressschild zeigt die Hausnummer 16A mit einem Großbuchstaben, wie es der in Wien gebräuchlichen Schreibweise solcher Hausnummern entspricht). Klenner wurde mit einem Schraubenzieher erstochen und hatte, wie bei der Autopsie festgestellt wird, kurz vor ihrem Tod noch Geschlechtsverkehr. Kottan beginnt mit den Ermittlungen. Dabei wird festgestellt, dass Frau Klenner nicht nur von ihrer Rente gelebt hat: Sie war Besitzerin zweier Häuser und hat Wohnungen an Gastarbeiter vermietet. Wenn einer die Miete nicht bezahlen konnte, hat sie sich die Schulden mit Liebesdiensten begleichen lassen. Kottans Verdacht fällt natürlich sofort auf die Gastarbeiter, die er ziemlich rüde befragt, wobei er von Schrammel begleitet wird. Schremser verfolgt eine andere Spur. Im Notizbuch der Toten hat Kottans Kollege nämlich die Telefonnummern zweier Anlageberater gefunden, und einer davon wohnt ebenfalls in der Hartlgasse 16A. Tatsächlich hat er große Geldbeträge von Frau Klenner unterschlagen und verspielt. Zum Mord war es gekommen, als Frau Klenner Rechenschaft über das Geld verlangt hatte. Er tötet auch noch einen im selben Haus lebenden Musikstudenten, der ihn dabei beobachtet, wie er die Wohnung der Rentnerin durchsucht. Als Schremser ihn unter Druck setzt, gesteht er die Taten.

### 2: Der Geburtstag
Kottan feiert seinen 45. Geburtstag mit Kollegen, und zwar trotz tiefstem Winter in seinem Ferienhaus an der Donau. Die Freude ist etwas getrübt, denn seine 22-jährige Tochter Sissi nutzt das Ferienhaus als Liebesnest, und in der Nähe wird eine Tote gefunden. Kottan, Schremser und Schrammel mischen sich unzuständigerweise in die Ermittlungen der niederösterreichischen Kripo ein. Sie finden schnell einen Verdächtigen: den Verlobten der jungen Frau, einen Soldaten, der am Vorabend Streit mit ihr hatte. Dummerweise stellt sich heraus, dass ausgerechnet Kottans Tochter der Grund für diesen Streit war. Sie hat ein Verhältnis mit dem Soldaten Bösmüller. Kurz darauf wird jedoch eine weitere tote Frau im Auwald gefunden, so dass der Verdacht fallen gelassen werden muss. Auch ein versoffener Bahnarbeiter (Hanno Pöschl), der mit dem zweiten Opfer eine Nacht im nahen Gasthaus verbracht hatte, kommt nicht als Täter in Frage. Durch einen Trick, bei dem Kottans Frau und der niederösterreichische Kollege als Köder fungieren, können die Beamten den Mörder fassen: Es ist der beschränkte Sohn (Michael Schottenberg) der Wirtin (Erni Mangold), der vor den Gästezimmern regelmäßig als Spanner zugange war. Er hatte die Nerven verloren und sein zweites Opfer getötet, nachdem ihn dieses mit der Wahrheit über den ersten Mord konfrontiert hatte.

### 3: Wien Mitte
Auf dem Bahnsteig der Schnellbahn-Haltestelle „Wien Mitte“ wird der Versicherungsvertreter Gerald Horvath erschossen, den Täter hat niemand gesehen. Immerhin wird schnell festgestellt, dass offenbar ein Scharfschütze von einem Dachboden aus einigen hundert Metern Entfernung auf Horvath geschossen hat. Verdächtig sind Horvaths Frau und deren Geliebter, denn sie würden von der millionenschweren Lebensversicherung profitieren, die der Tote abgeschlossen hat. Dann werden jedoch Banknoten, die Horvath bei sich hatte, als Beute aus einem Banküberfall identifiziert. Tatsächlich kann man den Mann auf den Überwachungsvideos der Bank gut erkennen – ebenso seine beiden Komplizen, die nun ebenfalls verdächtig sind. Allerdings wird einer der beiden wenig später auf demselben Bahnsteig erschossen. Kottan spürt Bankräuber Nr. 3 auf und nimmt ihn fest, aber der Mann hat ein Alibi. Dafür platzen die Alibis von Frau Horvath und ihrem Geliebten. Es stellt sich heraus, dass die fähige Schützin Horvath ihren eigenen Mann getötet hat und den Verdacht auf dessen Komplizen lenken wollte. Kottan wird in seinem Grundsatz bestätigt, niemals Kredite aufzunehmen, als er herausfindet, dass die Bankräuber mit der Beute lediglich Schulden beglichen, die sie aufgrund der hohen Ansprüche ihrer Frauen machten.

### 4: Nachttankstelle
Eine Tankstelle wird zweimal in derselben Nacht überfallen. Beim zweiten Mal wird der junge Tankwart Harald Eppler erschlagen. Kottan geht mehreren Spuren nach. Zum Beispiel hätte Rudi, Haralds Bruder, ein Motiv: Eifersucht. Lissi, seine Freundin, hatte sich Harald zugewendet. Andererseits war Harald drogensüchtig und könnte Ärger mit seinen Dealern gehabt haben. Schließlich stellt sich heraus, dass der erste Überfall nur vorgetäuscht war. Harald hatte gemeinsame Sache mit dem Räuber gemacht, denn er brauchte Geld für ein Motorrad. Dann wird die Prostituierte Gabi tot aufgefunden. Rudi stellt sich der Polizei und gibt zu, die Mordwaffe beiseitegeschafft zu haben. Er hatte sie in seinem Auto gefunden, aber er ist nicht der Täter. In Kottans Büro sieht er ein Foto des Tatorts. Als er Lissi erzählt, dass der Tote einen Daumen hochhält, ahnt sie, wer der Mörder ist: Ein Kollege aus der Berufsschule, der auch „Number One“ genannt wird. Lissi konfrontiert ihn mit der Wahrheit, Kottan hört heimlich mit. Auch „Number One“ hatte Geldsorgen, allerdings brauchte er das Geld für Gabi, die das Motiv hätte verraten können. Am Ende des Films lässt Kottans schwangere Tochter Sissi die Hochzeit mit ihrem Verlobten Bösmüller im letzten Moment platzen.

### 5: Drohbriefe
Frau Komarek (Maria Englstorfer) ist eine alte Witwe, die in einer Kleingartensiedlung am Stadtrand wohnt. Eines Tages erhält sie einen anonymen Drohbrief. Irgendjemand scheint zu wollen, dass sie aus der Nachbarschaft verschwindet. Sie sucht Dezernatsleiter Pilch auf, der die Sache an Kottan weitergibt. Der Verdacht fällt auf ihren Nachbarn, Herrn Reithmayr (Walter Kohut), denn zwischen ihm und Frau Komarek tobt seit Jahren ein bizarrer Nachbarschafts-Kleinkrieg; außerdem ist Reithmayr wegen eines Überfallsdelikts vorbestraft. Als ein zweiter Drohbrief eingeht und Frau Komareks geliebte Gartenzwerge (die sie als ihre „Enkel“ bezeichnet) enthauptet werden, glaubt auch Kottan nicht mehr an einen Dummejungenstreich. Der bereits aus der Kottan-Folge Wien Mitte bekannte Sandler Drballa findet Reithmayrs Ehefrau Ingrid erschlagen in einem Schuppen auf. Auch für diese Tat kommt Herr Reithmayr als Verdächtiger in Betracht, denn es ist bekannt, dass er sie schon mehrfach verprügelt hat. Außerdem kommt auf, dass sie einen Freund hatte. Schließlich findet man in Reithmayrs Haus ein Eisenrohr (die Tatwaffe) sowie die Utensilien, mit denen die Drohbriefe hergestellt worden sind. Damit scheint die Sache klar, Reithmayr wird verhaftet. Kottan fühlt sich allerdings nicht wohl bei der Sache und äußert den Verdacht, dass auch Frau Komarek hinter allem stecken könnte. Ohne es zu ahnen, hat er tatsächlich Recht damit. Frau Komarek plant, sich an allen zu rächen, von denen sie sich schlecht behandelt fühlt, und führt dazu eine Art Todesliste. Die Drohbriefe hat sie sich selbst geschrieben und vermutlich auch Frau Reithmayr erschlagen. Derweil wandelt Kottans 16-jähriger Sohn Walter auf Freiersfüßen, und Kottans Tochter Sissi bereitet sich auf die Geburt ihres Kindes vor. Kottan selbst verdächtigt einen Moment lang seine Frau, eine Affäre mit Sissis Lebensgefährten Bösmüller zu haben.

### 6: Räuber und Gendarm
Zwei Schergen des Ganovenchefs Horrak (Ernst Konarek) rauben ein Postamt aus und verschleppen den Angestellten Pribil (Gerhard Swoboda) als Geisel. Sie fahren zu einer Hütte am Stadtrand von Wien. Dort kommt es zu einer überraschenden Wendung: Albert Zartl (Michael Schottenberg), einer der beiden Räuber, lässt seinen Kumpan Stebich (Andreas Gönczöl) von der Geisel fesseln, fesselt den Angestellten dann selbst und verschwindet. Horrak geht dennoch leer aus: in der Tasche, die ihm Zartl abliefert und in der das Geld sein sollte, sind nur Zeitungen. Die Gefesselten können sich später befreien, Stebich allerdings erst, als Pribil ihn schon bei der Polizei verpfiffen hat. Kottan erhält den Fall, weil die Kollegen vom Raubdezernat alle krank sind. Stebich entwischt ihm zwar, aber Kottan erkennt ihn als einen von Horraks Leuten und ermittelt nun gegen seinen alten Feind. Dadurch wird er dem Gangster so lästig, dass dieser den Auftragskiller Cerny (Tony Aitken) auf Kottan ansetzt. Die in der Brusttasche getragene Dienstmarke bewahrt den Major jedoch vor dem Tod. In Horraks Auftrag beseitigt Cerny Zartl, den Pribil zuvor schon in der polizeilichen Bildkartei identifiziert hat. Wenig später wird vom Sandler Drballa auch Stebich aufgefunden, erschlagen in einem Kanal treibend. Kottan findet heraus, dass Pribil Horrak den Tipp gegeben hat, dass im Postamt so viel Geld aufbewahrt wird. Tatsächlich hat sich Pribil mit der Beute aus dem Staub gemacht (nachdem er den Austausch der Taschen beobachtet und später Stebich erschlagen hat). Am Ende nutzt ihm dies alles nichts, denn Kottans Team kann Pribil in der Hütte am Stadtrand dingfest machen – ins Ausland konnte er sich mangels Reisepasses nicht absetzen.

### 7: Die Beförderung
Der Kredithai Mayringer (Rudolf Buczolich) wird überfallen. Der Täter, ein Zuhälter namens Leopold Formanek (Tilo Prückner), ist genau darüber informiert, dass in Mayringers Wohnung Geld und Wertsachen zu finden sind, denn der Wucherer war Kunde bei Formaneks Freundin. Es kommt zu einem Handgemenge, Mayringer stürzt, Formanek flieht. Er wird von Mayringers Privatsekretär Hruby und dem Nachbarn Merkel (Hans Georg Nenning) gesehen. Am nächsten Tag wird Mayringer tot aufgefunden. War es ein unglücklicher Sturz – oder Mord? Hruby erkennt den Täter und erpresst Formanek, der glaubt aber, Mayringers Nachbar sei der Erpresser und bedroht diesen. Prompt läuft der Nachbar zur Polizei und bringt Kottan so auf Formaneks Spur. Der hat sich jedoch nach Lanzarote abgesetzt, und da es kein Auslieferungsabkommen gibt, muss Kottan ihm folgen und ihn irgendwie dazu bringen, nach Österreich zurückzukehren. Dies gelingt ihm, wobei er sich den Umstand zunutze macht, dass Formanek die Beute zu Hause zurücklassen musste. Formanek wird noch am Flughafen verhaftet, aber Kottan glaubt nicht, dass er der Mörder ist. Er tippt eher auf den Nachbarn und stellt diesem eine Falle. Kottan liegt richtig: Merkel hatte Mayringer bewusstlos vorgefunden, die wertvollen Bilder in dessen Wohnung gegen Fälschungen ausgetauscht und Mayringer erschlagen. Aber so recht kann Kottan sich nicht über seinen Erfolg freuen. Er hatte sich auf den vakant gewordenen Posten des Dezernatsleiters beworben (Pilch ist zum Polizeipräsidenten befördert worden), aber während seiner Reise nach Lanzarote hatte sich auch Schremser beworben und war befördert worden.

### 8: So long, Kottan
Ein anonymer Anrufer teilt Kottan Zeit und Ort eines Mordes mit, der erst noch begangen werden soll. Tatort soll das Jörgerbad sein. Obwohl Kottan und Schremser das Bad observieren, kann der Mörder zuschlagen. Auch die nächsten beiden Morde, die ebenfalls vorher angekündigt werden, kann Kottan nicht verhindern. Wenigstens findet er in den Wohnungen zweier Opfer jeweils das gleiche Foto mit einer Gruppenaufnahme. Die Opfer müssen sich also gekannt haben. Wenig später meldet sich der Knopfgeschäftsbesitzer Helmut Gassner, eine der abgebildeten Personen, denn er befürchtet, das nächste Opfer zu sein. Gassner und seine Freunde haben seinerzeit einen gewissen Nußbaum beim Kartenspiel ruiniert – mit organisiertem Falschspiel. Schließlich gibt der Mörder ein Zeitungsinserat auf, in dem er den nächsten Tatort beschreibt. Die Beschreibung passt genau auf Kottans Wohnzimmer. Kottan will den Mörder zu Hause erwarten, wird jedoch von Gassner in eine andere Wohnung gelockt. Der offenbar verrückt gewordene Gassner ist nämlich der Täter. Er hat seine damaligen Spießgesellen aus Neid ermordet, denn im Gegensatz zu ihnen ist es ihm nicht gelungen, etwas aus dem gewonnenen Geld zu machen. Nun will er seine Taten mit dem Mord an Kottan krönen, doch Kottans Mutter bringt den Übeltäter mit einem gezielten Schlag zur Strecke.

### 9: Die Einteilung
Ferdinand Breiner wird in einer Wohnung erdrosselt aufgefunden, die er seiner Geliebten, der Prostituierten Elvira Markl, zur Verfügung gestellt hat. Sie ist aber nicht verdächtig, sondern der Zeitungsverkäufer Milan Gajic. Der hatte Grund, Breiner zu hassen, denn dieser war dafür zuständig, den Verkäufern die Standplätze zuzuteilen. Gute Standplätze hat er sich teuer bezahlen lassen, und da Gajic nicht zahlen wollte, wurde ihm ein Platz zugeteilt, auf dem er nichts verdienen konnte. Mit einigen anderen Gastarbeitern wohnt der Bulgare beengt in einer schäbigen Bruchbude. Allerdings wird einige Zeit später auch Gajic tot aufgefunden. Es soll wie Selbstmord aussehen (der Tote hat sogar einen Abschiedsbrief dabei), aber von Elvira, mit der er sich anfreundet, erfährt Kottan, dass Gajic nicht der Mörder Breiners gewesen sein kann, denn der war zur Tatzeit mit ihr in einem Hotel zusammen. Sie vermutet, Breiners Stellvertreter Sperber könne etwas mit der Sache zu tun haben. Durch einen Bluff bringt Kottan Sperber dazu, beide Morde zu gestehen. Sperber wollte ebenfalls absahnen und Breiner aus dem Weg räumen.

### 10: Kansas City
Josef Tamek und Herbert Maroltinger sind Rivalen auf der Speedway-Rennbahn. Tamek ist chronisch erfolglos, der arrogante Maroltinger kann sich die besseren Maschinen leisten und gewinnt immer. Eines Tages wird auf die beiden im selben Auto sitzenden Männer geschossen, getroffen wird niemand. Kottan muss herausfinden, wer von beiden das eigentliche Ziel war. Schließlich wird Tamek von seiner Frau Herma verlassen. Sie hat ein Verhältnis mit Maroltinger. Als dieser dann bei einem Rennen erschossen wird, fällt der Verdacht natürlich auf Tamek, zumal er tatsächlich ein Gewehr besitzt, das die Mordwaffe sein muss. Schrammel ermittelt auf eigene Faust und findet heraus, dass Maroltingers Mechaniker ebenfalls ein Motiv hat. Er ist der Bruder des großkotzigen Rennfahrers, und auch ihm hat Maroltinger die Frau ausgespannt. Schrammel stellt den Mann zur Rede und quetscht ein Geständnis aus ihm heraus.

### 11: Die Entführung
Rudolf Horrak wird wegen guter Führung aus der Haft entlassen. Er beginnt sofort mit einem Rachefeldzug gegen Kottan, aber alle Mordanschläge misslingen. Kottans neuer Auftrag besteht darin, den erfolglosen Sänger Robert Weller (Stefan Weber) zu beschützen, denn dem wurde mit Entführung gedroht. Nach einem Auftritt Wellers kommt es dennoch zur Entführung. Gefordert wird ein Lösegeld von zwei Millionen, das tatsächlich gezahlt wird. Kottan, der die Übergabe beobachten sollte, wird an der Nase herumgeführt und kann die Lösegeldzahlung nicht verhindern. Pilch ist erbost, zieht Kottan von dem Fall ab und droht sogar mit Disziplinarmaßnahmen. Kottan hat aber längst alles durchschaut. Die Entführung war inszeniert und hat den gewünschten Effekt erzielt, dass Wellers Platten und Konzerte plötzlich sehr gefragt sind. Kottan stellt Weller zur Rede, verspricht aber, die Sache geheimzuhalten – unter der Bedingung, dass Weller ihm hilft, den anstehenden Sänger-Wettstreit zwischen Kottans Kapelle und Heribert Pilch zu gewinnen. Gesagt, getan: Kottans Kapelle gewinnt die Showchance durch Schiebung.

### 12: Hausbesuche
Es läuft nicht gut für Kottan: Seine Frau hat sich vorübergehend von ihm getrennt (sie interessiert sich ausgerechnet für Pilch), er sitzt auf 10.000 unverkauften Schallplatten, und seine Österreich-Tournee, für die er sogar unbezahlten Urlaub genommen hat, war ein Flop. Kottan ermittelt in den „besseren Kreisen“: Der reiche Werkstatt- und Tankstellenbesitzer Bertalan ist in der Wohnung einer Prostituierten erschossen worden. Die hatte ihn zuvor wegen des Zuhälters Johann Engelhard verlassen und stürzt einige Zeit später aus dem Fenster eines Bordells in den Tod. Ein Mordmotiv hätte aber auch ein Monteur aus Bertalans Werkstatt, den dieser gefeuert hatte. Da Kottan somit mehreren Spuren folgen muss und von Engelhard auf peinliche Weise ausgetrickst wird, stellt Pilch ihm einen neuen Assistenten zur Seite: Den legendären FBI-Agenten Lemmy Caution (Eddie Constantine). Kottan schleust seine alte Freundin Elvira Markl ins Bordell ein und erfährt auf diese Weise, dass auch Bertalans Tochter zu den Callgirls gehört hat. Er stellt die Familie zur Rede und erfährt die Wahrheit: Der Sohn ist der Täter. Er wollte den Kunden seiner Schwester einen Denkzettel verpassen und hatte nicht erwartet, seinen Vater vorzufinden.
In dieser Folge spielt Franz Buchrieser, der zweite Kottan-Darsteller, den Zuhälter Engelhard, der sich beim Zusammentreffen mit Kottan damit brüstet, früher selber einmal bei der Polizei gewesen zu sein.

### 13: Fühlt wie Du
Eine bizarre Mordserie bereitet Kottan mehr Kopfzerbrechen als die anstehende Scheidung (er versöhnt sich ohnehin wieder mit seiner Frau): Der Täter scheint ein besonders rabiater Tierschützer zu sein, jedenfalls bringt er seine Opfer um, indem er sie genauso behandelt, wie sie es mit Tieren getan haben: Ein Jockey wird zu Tode gehetzt, ein Angler wird buchstäblich auf den Haken genommen und so weiter. Kurz entschlossen lanciert Kottan eine fingierte Zeitungsmeldung, der zufolge er ein Meerschweinchen zu Tode gequält habe. Damit lockt er aber zunächst nur Horrak an, der es immer noch auf ihn abgesehen hat. Mutter Kottan setzt den Ganoven mit ein paar beherzten Hieben außer Gefecht. Nun erscheint auch der Mörder, er hat sich als Schrammel maskiert. Lemmy Caution rettet Kottan und demaskiert den Unhold: Es ist King Kong! Pilch ist über diesen Erfolg so begeistert, dass er Mutter Kottan, Lemmy Caution und sich selbst Orden verleiht. Kottan, Schremser und Schrammel gehen leer aus, denn sie haben ja nur ihre normale Arbeit getan.

### 14: Genie und Zufall
Hubert Benz, Platzwart eines Tennisvereins, wird ermordet. Der Tote ist bei der Polizei unter dem Namen Erich Jokostra bekannt – er war früher Waffenschieber, ist dann aber aus dem Geschäft ausgestiegen und untergetaucht. Die Spur führt zu Rudolf Wasservogel, den man auch den „Kaiser“ nennt. Wasservogel ist der Chef der Wiener Unterwelt, und Kottan macht möglicherweise einen großen Fehler, als er sich mit ihm anlegt. Wasservogel plant einen großen Coup. Durch einen Bombenanschlag soll die Polizei abgelenkt werden, so dass seine Leute in Ruhe eine Bank ausrauben können. Kottan durchkreuzt den Raub, denn er ist zufällig in der betreffenden Bank, um einen Kredit aufzunehmen. Der Kaiser ist jetzt zwar angeschlagen, aber nicht besiegt. Pilch freut sich, aber Kottan hat Ärger, denn seine Mutter, seine Frau und Elvira haben herausgefunden, dass er eine Freundin hat.

### 15: Die Enten des Präsidenten
Zwei Autofahrer liefern sich eine wilde Verfolgungsjagd, drängen sich gegenseitig von der Straße ab und gehen dann aufeinander los. Dabei wird einer der Fahrer, ein gewisser Herr Zaruba, mit einem Brett erschlagen. Pilch nimmt die Sache selbst in die Hand, denn eines der beiden Autos war sein Wagen. Kottan ist ohnehin nicht ganz bei der Sache. Seine Frau tritt neuerdings als Sängerin in einem Nachtclub auf, und er befürchtet, deshalb zum Gespött der Kollegen zu werden. Dann treffen anonym abgesandte Fotos im Präsidium ein, die den Tathergang dokumentieren. Während Pilch irrtümlich eine darauf abgebildete Zeugin verhaftet, folgt Kottan der richtigen Spur. Der Mörder ist der Geliebte von Zarubas Frau, allerdings ging es ihm in Wahrheit um deren Schwester, mit der Zaruba ein Verhältnis hatte.

### 16: Smokey und Baby und Bär
Kottans Ehekrise lebt neu auf, als Elvira bei ihm Zuflucht sucht, weil sie sich von ihrem ehemaligen Zuhälter (genannt „Bär“) bedroht fühlt. Während Pilch mit Schrammel ein Sonderdezernat aufstellt, um einen Serientäter zu fangen, ermittelt Kottan wegen eines Super-8-Films, der ihm zugespielt wurde. Darauf ist ein Mord zu sehen. Tatsächlich sind beide Fälle falsch: Die Opfer des vermeintlichen Serientäters sind Horrak und Wasservogel bei gescheiterten Anschlägen auf Kottan in die Quere gekommen, und der Mord wurde gestellt, um einen Sparkassenangestellten zu erpressen, der gleichzeitig Bezirksrat ist. Wasservogel gibt die Jagd nach Kottan auf und begeht Harakiri. Horrak macht aus „Bär“ einen Eiszapfen (der Anschlag galt natürlich Kottan), danach wird er von Kottan und Schremser geschnappt.

### 17: Mein Hobby: Mord
In Wien sind schon sechs alleinstehende Frauen verschwunden, die sich auf eine Kontaktanzeige gemeldet hatten. Die Leiche einer siebten Frau wird nur deshalb bei Erwin Drballa abgegeben, weil der Täter nichts mit ihr anfangen konnte. Er ist Präparator und arbeitet an einem Bühnenbild mit ausgestopften Frauen. Kottan fliegt zwar aus der Wohnung, weil seine Frau ihn mit Elvira gesehen hat (dabei ist die inzwischen mit Schrammel zusammen), dennoch stellt Ilse sich als Lockvogel zur Verfügung und antwortet auf Zeitungsinserate. Tatsächlich geht sie dem Mörder in die Falle, tauscht aber das vergiftete Dessert aus, mit dem er sie töten wollte, so dass er sein eigenes und gleichzeitig letztes Opfer wird. Trotz diesem Erfolg wird Kottan suspendiert. Pilch hat zu diesem Zweck ein Komplott mit Wasservogel jr. geschmiedet; dem Major wurde eine Waffe untergeschoben, mit der diverse Verbrechen begangen worden sind.

### 18: Der Kaiser schickt Soldaten aus
Pilch und Schrammel haben Oberwasser: Kottan wurde suspendiert. Außerdem sitzt er auf der Straße, weil seine Frau ihn aus der Wohnung geworfen hat. In seinem neuen Job als Privatdetektiv ist er wenig erfolgreich, denn der Mann, den er beobachten sollte, wird ermordet. Kottan verdächtigt Wasservogel jr., der prompt einige Killer auf ihn ansetzt, denn der Verdacht ist richtig. Davon weiß Kottan nichts, sonst könnte er sich die Mühe sparen, Horrak zu befreien und mit seiner eigenen Ermordung zu beauftragen. Auch Pilch kommt Wasservogel jr. nicht bei und bittet Kottan schließlich um Hilfe. Der schafft es durch einen Trick, Wasservogels Fingerabdrücke auf die Mordwaffe zu bringen, so dass der neue Kaiser der Unterwelt verhaftet werden kann.

### 19: Mabuse kehrt zurück
Drballa findet diesmal keine Leiche, sondern nur eine Hand. Pilch glaubt an einen Lausbubenstreich, als festgestellt wird, dass die Hand aus Rindfleisch besteht. Wenig später werden immer wieder verschiedene hochrangige Politiker und andere wichtige Persönlichkeiten Wiens entführt. Forderungen werden nicht gestellt, und die Entführten tauchen scheinbar unversehrt bald wieder auf. Der Innenminister persönlich erteilt Pilch den Auftrag, sich der Sache anzunehmen und eine Panik zu verhindern. Hierzu braucht Pilch Kottans Hilfe, er bietet ihm sogar die Wiederaufnahme in den Polizeidienst an. Kottan lehnt jedoch ab. Er betätigt sich lieber als Straßenmusikant und meldet sich auf eine Stellenanzeige, in der ein gewisser Dr. Buesam einen Diener sucht. Kottan stellt sich vor und wird sofort eingestellt. Dabei erfährt er, dass der wahre Name des Doktors Mabuse lautet und dieser Superverbrecher dabei ist, alle Schlüsselpositionen der Stadt mit kopierten Menschen zu besetzen, die als seine willenlosen Marionetten handeln sollen. Mabuse steckt also hinter den Entführungen. Die Kopien bestehen aus Rindfleisch, sind unverwundbar, brauchen zum Leben nur alle paar Stunden etwas chloriertes Leitungswasser, können aber an einem schwarzen Fleck auf der Wange erkannt werden. Die Originale bewahrt Mabuse in seinem Labor auf.
Kottan gibt sich als williger Handlanger und ruft Pilch herbei, den Mabuse prompt ebenfalls kopieren will. Kottan kann dies jedoch in Mabuses Abwesenheit verhindern und erklärt dem Polizeipräsidenten, wie er vorgehen muss; er soll in der ganzen Stadt das Wasser abstellen lassen. Er malt Pilch einen schwarzen Fleck auf die Wange, damit dieser als Kopie durchgeht. Der Plan geht auf; alle Menschenkopien zerfallen ohne Wasser innerhalb kurzer Zeit zu Staub. Mabuse wird derweil von Elvira abgelenkt und anschließend von Kottan verhaftet. Allerdings hält der clevere Major einige Kopien von sich selbst mit gehortetem Wasser am Leben; diese sollen künftig alle lästigen Aufgaben für ihn erledigen. Was er selbst vorhat, bleibt sein Geheimnis.

## Hintergrund
Die Serie wurde in Deutschland zunächst in den dritten Programmen und ab Folge 6 im ZDF gezeigt. In den 1990er Jahren liefen einzelne Folgen auf RTL 2 und ProSieben. Die Kriminalfälle spielten in der Regel im Winter, was ihnen eine typische Tristesse verlieh.

### Darsteller
Mit jedem der drei Darsteller des Major Kottan geriet die Figurenzeichnung unterschiedlich. „Ur-Kottan“ Peter Vogel spielte ihn als unsympathischen Zeitgenossen, einen klassischen Wiener „Grantler“, ausländerfeindlich und seine Sekretärin schikanierend. Franz Buchriesers Kottan ist dagegen ein weitgehend korrekter Mann mit ausgeprägt moralischen Prinzipien, für den zudem „nicht immer gleich nur die Ausländer verdächtig“ sind. In der Darstellung von Lukas Resetarits entwickelt sich der Major am Ende zu einem ziemlich windigen Charakter, der nicht nur seine eigene Frau mehrfach hintergeht, sondern mitunter auch keine Skrupel hat, berufliche Situationen zu seinem persönlichen Vorteil zu manipulieren (siehe Die Entführung).
Kottans Aussehen reichte von lässig bis nachlässig, worin sich besonders die ersten beiden Darsteller ähnelten: Beide Schauspieler waren Jahrgang 1937, trugen jeweils Schnauzbart und zerzauste Frisuren, außerdem helle Trenchcoats, grau-braune zerknautschte Anzüge, dazu Pullover oder Hemden mit offenem Kragen und loser Krawatte. Kottan Nummer 3 brach mit diesem Inspektor-Columbo-Look. Sein Darsteller, Lukas Resetarits (Jahrgang 1947), wirkte deutlich jünger und burschikoser: Glattrasiert und die kurzen bis mittellangen Haare nach hinten gekämmt, gehörten zu seinen Markenzeichen eine dunkle Motorradlederjacke und ab seinem zweiten Einsatz in der Folge Die Beförderung eine blaue Jeanslatzhose.

### Fahrzeuge
Obwohl Kottan als Major der Sicherheitsexekutive vergleichsweise gut besoldet sein dürfte, leistet er sich zum Leidwesen seiner Frau nur kleine, untermotorisierte PKW. Eine Ausnahme bildet anfangs noch in Der Geburtstag ein Kombi (1968 Vauxhall Victor FD Estate), dann folgen aber ein Renault 10 Major (Phase II), verschiedene R 4 und – ab Kottan-Darsteller Lukas Resetarits – ein grüner R 6. Als Dienstwagen fährt Kottan gelegentlich einen weißen VW 1500 (oder 1600) Variant, ab Darsteller Lukas Resetarits einen weißen Ford Taunus TC ’80. Allen Fahrzeugen gemeinsam ist das Los, immer wieder zum Objekt abstruser Begebenheiten zu werden. Bei Unfällen gehen etwa die Autotüren verlustig; oder es wird die komplette Innenausstattung gestohlen. Zeitweise hat Kottans Beifahrer Schrammel wiederholt Probleme mit dem An- bzw. Ablegen des Sicherheitsgurts. Ein anderes Mal hält Kottan seinen Wagen neben einem offenen Kanalschacht und stürzt beim Aussteigen versehentlich in die Tiefe, bleibt aber unverletzt.

### Satirische Elemente und Running Gags
Ab der zweiten Episode durchbrachen die Macher der Reihe immer wieder die sogenannte Vierte Wand und ließen teilweise Fiktion als Realität erscheinen. 1981, während der Erstausstrahlung von Kansas City im deutschen Fernsehen, lief im ersten Drittel der Episode die folgende Laufschrift über den Bildschirm: „Unbekanntes Flugobjekt bei Duisburg gelandet. Sonderbericht im Anschluß an diese Sendung.“ Dabei handelte es sich um einen Scherz von Helmut Zenker und Peter Patzak, in Anlehnung an H.G. Wells’ Krieg der Welten. Die Stadt Duisburg war gewählt worden wegen der großen Beliebtheit des damaligen Tatort-Kommissars Schimanski, der seine Fälle bekanntlich dort löste. Der Kottan-Ausstrahlung folgten die ZDF-Nachrichten, in denen ein derartiger Vorfall nicht erwähnt wurde. Doch danach gab es viele Reaktionen deutscher Zuschauer, die bei der Polizei anriefen und teilweise die Telefonnetze lahmlegten. Es folgte eine Beschwerde beim ORF sowie eine Entschuldigung vonseiten des Senders.
Die Serie zeichnete sich durch eine Vielzahl an Running Gags aus. Die von Buchrieser und Resetarits gespielten „Kottan“-Figuren sehen sich mehrfach Ausschnitte älterer Kottan-Folgen im Fernsehen an und regen sich darüber auf, wie respektlos die Polizeiarbeit im Fernsehen dargestellt wird; oder sie rufen beim Sender an und beschweren sich über die Ausstrahlung „dieser absoluten Schweinerei“. Tatsächlich hatten die Sender bei der Erstausstrahlung ähnliche Zuschauerreaktionen erhalten, insbesondere bei den ersten Folgen, als der satirische Charakter der Serie noch nicht so deutlich war. Den Höhepunkt der Erregung markierte nach der Ausstrahlung der Folge Der Geburtstag im Juni 1977 eine parlamentarische Anfrage im österreichischen Nationalrat vom ÖVP-Abgeordneten Walter Suppan an den damaligen SPÖ-Innenminister Erwin Lanc, „ob er die Ansicht teile, wonach der Fernsehfilm geeignet gewesen sei, das Ansehen der Exekutive herabzusetzen und das Vertrauen der Bevölkerung zur Exekutive zu untergraben.“
Reale österreichische Medien kommen in Kottan ermittelt (meist) nicht vor. Das TV-Programm wird durch eine Fernsehansagerin (gespielt von der tatsächlichen Ansagerin Chris Lohner) geprägt, die gelegentlich das Programm kommentiert, sich an die Zuschauer wendet und immer wieder skurrile Mitteilungen macht – so kündigt sie etwa in der Folge Wien Mitte auf angeblich vielfachen Wunsch des Publikums die Wiederholung einer zehnminütigen Bildstörung an; oder sie klopft zum Sendeschluss von innen gegen die Mattscheibe, um die verbliebenen (aber eingenickten) Zuschauer zur nachfolgenden Direktübertragung aus dem Pariser Cabaret Crazy Horse zu wecken, um sich dann jedoch mit einem süffisanten „Des tät’ euch so passen!“ zur Nacht zu verabschieden. Holt sich Major Kottan in der Folge Der Geburtstag an der Ecke noch eine Kronen Zeitung, so kommen in den späteren Folgen keine tatsächlich publizierten Zeitungen mehr vor; stattdessen gibt es die „Österreichische Einheitszeitung“ (ÖEZ). In Wien Mitte liest Schremser eine griechische Zeitung; und in derselben Folge wie auch in Nachttankstelle liest er eine iranische Zeitung – und Kottan die Prawda.
Werden etwa Kottan oder seine Kollegen von Bürgern als „Herr Inspektor“ angesprochen, lautet die Antwort regelmäßig: „Inspektor gibt’s kaan!“ („Inspektor gibt es keinen“). Zur Entstehungszeit dieser Serie war der Amtstitel Inspektor tatsächlich nicht in Verwendung (sehr wohl aber Bezeichnungen wie Polizeirevierinspektor oder Kriminalbezirksinspektor); der seitdem eingeführte Exekutive-Dienstgrad Inspektor ist im Kriminalbeamtenkorps der österreichischen Polizei auch heute nicht systemisiert bzw. eingeführt. Zudem steht Kottan im Dienstgrad eines Majors. Allerdings ist in der österreichischen Bevölkerung die Anrede „Inspektor“ für einen Polizisten gleich welchen Dienstgrads bis heute verbreitet, ähnlich dem Brauch in Deutschland, einen Polizisten als „Herr Wachtmeister“ oder „Herr Kommissar“ anzusprechen.
Typisch ist auch die Episode mit dem zu heiß servierten Kaffee, an dem sich nicht nur Kottan mehr als einmal den Mund verbrennt; die stereotype Reaktion lautet dann meist „Heiß? Na, kochen muss ich (bzw. er/sie) ihn schon“.
In mehreren Folgen tritt „Harry Lime jr.“ auf, ein komplett in weiß gekleideter Mann, der in der Wiener Kanalisation lebt. Der dritte Mann ist zudem die Lektüre von Frau Kottan, als in dritter Besetzung Lukas Resetarits Kottans Äußerem Gestalt verleiht und dieser Fotos im Wohnzimmerschrank mit den Gesichtern seiner beiden Vorgänger mit seiner Frau betrachtet.
Am Tatort oder unterstützend ist immer wieder der unterbelichtete Polizist Schreyvogel (Franz Suhrada, in früheren Folgen als „Dworschak“) zur Stelle. Die Unterweltgrößen Horrak (Ernst Konarek) und Rudolf Wasservogel (Leon Askin) versuchen in einigen Folgen vergeblich, Kottan umzubringen.

### Besetzung
Einige Schauspieler traten im Verlauf der Serie mehrfach und als unterschiedliche Charaktere in Nebenrollen auf. Neben Ernst Konarek (zum ersten Mal in der Folge Drohbriefe mit Franz Buchrieser als Wirt, später als Lukas Resetarits’ krimineller Erzfeind „Horrak“) zählen dazu auch Maria Bill, Maria Englstorfer, Hans Kraemmer, Erni Mangold, Hanno Pöschl, Luise Prasser (1918–2009), Christiane Rücker und Michael Schottenberg. Rekordhalter in dieser Kategorie ist der aus Ungarn stammende András (Andreas) Gönczöl, der nach seinem Kottan-Debüt in der dritten Episode Wien Mitte (als verdächtiger Schamottfabrikbesitzer Herbert Newerkla) noch für vier weitere Folgen vor der Kamera stand. Auch die früheren Kottan-Darsteller absolvierten noch Gastauftritte: Peter Vogel ersetzte in der Folge Nachttankstelle als „Oberstleutnant Horeis“ zeitweise Kottans verunfallten Chef, Alfred Pilch; Franz Buchrieser spielte in Hausbesuche den Zuhälter „Johann ,Joe‘ Engelhard“ und war in der Folge Der Kaiser schickt Soldaten aus als „Erich Zoderer“ zu sehen. Rudolf Knor stellte am Anfang der Serie über mehrere Folgen Sissi Kottans Freund Gerhard Bösmüller dar, einen Flieger des Bundesheeres im Rang eines Zugsführers. Nach Folge 6 verschwand das Paar aus der Handlung, doch Knor kehrte in Folge 17 (Mein Hobby: Mord) als mörderischer Präparator zurück. Regisseur Peter Patzak hatte in der Serie immer wieder Kurzauftritte in unterschiedlichen Rollen.

### Sonstiges
1985 erhielten Helmut Zenker und Peter Patzak für die Folge Smokey und Baby und Bär den Adolf-Grimme-Preis in Bronze.
In der österreichischen TV-Serie Familie Merian, bei der Walter Davy (Darsteller des „Schremser“) als Drehbuchautor und Regisseur fungierte, kann man Lukas Resetarits, Curth Anatol Tichy (als „Major Schrammel“) sowie Davy selbst in Gastrollen mit eindeutigen Bezügen zu Kottan ermittelt sehen.

## Kinofilme

### 1981: Den Tüchtigen gehört die Welt
1981 wurde ein Kinofilm unter dem Titel Den Tüchtigen gehört die Welt nach dem Roman Schussgefahr von Helmut Zenker gedreht. Er entstand als Koproduktion zwischen den USA und Österreich. In diesem Film spielten Franz Buchrieser die Rolle des Kottan und Lukas Resetarits die eines kleinen Betrügers, dessen Tochter in zwielichtige Kreise gerät und in einem Pornofilm mitwirkt. Der Amerikaner Frank Gorshin, bekannt als Riddler aus der Batman-Fernsehserie der 1960er Jahre, spielt einen Profikiller aus den USA, der engagiert wird, um in Wien einen lästigen Zeugen zu eliminieren. Dabei gerät er unerwartet in Schwierigkeiten. Kottan ermittelt in Politkreisen und kommt einem Skandal auf die Spur, der entfernt an den AKH-Skandal erinnert (dessen tatsächlicher Aufdecker Alfred Worm tritt in einer Szene als Journalist auf). Am Schluss muss Kottan erkennen, dass sein wichtigster Zeuge offenbar in seiner Gefängniszelle Selbstmord begangen hat, indem er mit dem Kopf gegen die Wand gerannt ist.
Im Unterschied zur Fernsehserie ist Den Tüchtigen gehört die Welt ein Film mit deutlich weniger Klamauk und vielen melancholischen Untertönen. Zudem zeigen Zenker und Patzak das von Politskandalen erschütterte Österreich der späten 1970er und frühen 1980er Jahre. Die in der Fernsehserie als Kottans Frau auftretende Bibiana Zeller ist hier eine Politikerin, die zu den Auftraggebern des Mörders gehört.

### 2010: Rien ne va plus
Im Juni 2010 begannen die Dreharbeiten zu Kottan ermittelt: Rien ne va plus unter der Regie von Peter Patzak mit Lukas Resetarits als Kottan, das Drehbuch stammte von Jan Zenker. Der Film kam am 3. Dezember 2010 in Österreich und am 2. Juni 2011 in Deutschland in die Kinos.

## Musik
Die Musik zu den ersten beiden Folgen (Hartlgasse 16a, Der Geburtstag) stammt von Georg Danzer: Das Lied Des kaun do ned ollas gwesn sein ertönte im Titel und im Abspann. In späteren Folgen variierte die Musik, es wurden unter anderem Oldies aus den 1950er, 1960er und 1970er Jahren verwendet wie von Elvis Presley oder den Beatles. Die Stücke nahmen häufig satirischen Bezug auf die Handlung einer Episode. So wurde beispielsweise eine Szene, in der Polizeipräsident Pilch den verhassten Kaffeeautomaten auf den Hügel einer Müllhalde schleppt, mit dem Beatles-Song The Fool on the Hill unterlegt.
Des Weiteren sind in der Serie auch Titel von den Rolling Stones (If You Need Me, Waiting on a Friend), den Kinks (The Village Green Preservation Society), AC/DC (Highway to Hell), Bob Dylan (Knockin’ on Heaven’s Door), Randy Newman (Short People), Queen (All Dead, All Dead, We Will Rock You) und Roxy Music (In the Midnight Hour) zu hören, aber auch Stücke aus der NDW wie zum Beispiel Eisbär von Grauzone.

### Kottan’s Kapelle
Die fiktive Serien-Band Kottan’s Kapelle nahm 1984 zusammen mit dem österreichischen Fußballidol Hans Krankl den Song Rostige Flügel auf und landete damit einen Austropop-Hit. Es folgten zwei Alben und mehrere Single-Auskopplungen unter diesem Namen. Den Gesangspart übernahm dabei zumeist Lukas Resetarits, aber auch Curt A. Tichy, Walter Davy und Kurt Weinzierl sind in einigen Liedern zu hören. Die reale Band im Studio bestand unter anderem aus Georg Herrnstadt, Heribert Metzger, Lovro Nowak (auch Produzent), Mischa Krausz, Peter Kolbert, Peter Vieweger (auch Produzent), Thomas Rabitsch, Willi Resetarits und Hansi Dujmic. Auch Walter Davy spielte gelegentlich die akustische Bass-Gitarre. Zu den bekanntesten Liedern von Kottan’s Kapelle zählten neben Rostige Flügel vor allem I geh nie ins Bett und Supertyp, eine Coverversion von Bad Bad Leroy Brown. Die Liedtexte stammten vom Drehbuchautor Helmut Zenker.
Der ORF brachte 1988 zwei Sendungen mit Ausschnitten aus den Kottan-Filmen: Kottan’s Kapelle – eine kriminelle Revue von 1978 bis 1984 und Mehr aus Kottan’s Kapelle – eine kriminelle Revue von 1978 bis 1984 neu dirigiert von Peter Patzak.

## Theater
Am 15. April 2009 hatte das Theaterstück Kottan ermittelt – Rabengasse 3a – Ein grausiges Volksstück im Wiener Rabenhof Theater Premiere. Die Söhne Helmut Zenkers, Jan und Tibor Zenker, adaptierten für die Bühnenfassung unter der Regie von Thomas Gratzer die erste Kottan-TV-Episode Hartlgasse 16a. Kottan wurde von Reinhard Nowak verkörpert, Schrammel von Rudi Roubinek; in weiteren Rollen waren Dany Sigel, Doris Schretzmayer und Roman Gregory zu sehen. Die Musik stammte von Kilo (Markus Urban, Florian Bogner). Das Stück wurde 2012 unter der Bildregie von Peter Schröder aufgezeichnet und ausgestrahlt, Wiederholung auf ORF III im August 2015.
Als Koproduktion des Rabenhof Theaters, der Vereinigten Bühnen Bozen und der Bühne im Hof St. Pölten hatte das Stück Kottan ermittelt. Das Puppen-Musical in der Spielzeit 2016/17 Premiere. Nach einer Idee von Helmut Zenker erstellten Jan und Tibor Zenker wie bereits 2009 die Bühnenfassung des Stücks, Regie führte wieder Thomas Gratzer. Als Kottan war Christian Dolezal zu sehen, als Puppenspieler fungierten Nikolaus Habjan und Manuela Linshalm, die Musik stammte von Kyrre Kvam.

## Hörspiele
Die nicht mehr verfilmten Drehbücher für die Folgen 20 bis 25 der TV-Serie wurden 2009 als Hörspiele veröffentlicht. Regie übernahm mit Jan Zenker ein Sohn des Autors, als Sprecher treten u. a. Lukas Resetarits (Adolf Kottan), Franz Buchrieser (Bruder Kottan), Bibiana Zeller (Ilse Kottan), Franz Suhrada (Alfred Schrammel), Chris Lohner (Fernsehsprecherin) sowie Peter Patzak (Erzähler) und Kurt Weinzierl (Epiloge) auf. Heribert Pilch wurde von Mat Schuh gesprochen, Paul Schremser von Heribert Sasse, Drballa von Franz Robert Ceeh und Mutter Kottan von Friedl Zenker.
- Ein Fest für Heribert.
- Burli.
- Ping Pong.
- Kein Fall für Kottan.
- Bruch mit Folgen.
- Mord 1927.

Als weitere Folge erschien im selben Jahr eine Hörspielfassung des Theaterstücks Rabengasse 3a.

## Comics
2010 startete die vom Drehbuchverlag herausgegebene Comicheft-Serie mit Kottan ermittelt: So long, Kottan, gefolgt von Kottan ermittelt: Die Einteilung im Jahr 2011, Kottan ermittelt: Von Menschen und anderen Tieren, Kottan ermittelt: Kansas City (beide 2013), Kottan ermittelt: Ein Fest für Heribert, Kottan ermittelt: Burli (beide 2014) sowie 2016 als E-Book Kottan ermittelt: Entführung nach den Texten von Helmut Zenker bzw. dessen Söhnen Jan und Tibor Zenker. Kottan-Comicstrips erscheinen seit Februar 2012 regelmäßig im Wiener Bezirksblatt. Die Zeichnungen für die Hefte wie auch für die Comicstrips stammen vom Illustrator, Comiczeichner und Maler Reinhard Trinkler.

## Ausstellungen
- Alles klar Herr Kommissar? Knatterton, Kottan, Emil und andere Detektive. Karikaturmuseum Krems, 6. April bis 16. November 2014[17]